# Lån mig din kone
Lån mig din kone è un film del 1957, diretto da Preben Neergaard e Anker Sørensen, con Poul Reichhardt, già noto per il film del 1956 Qivitoq.